# Kloka gummor och gubbar

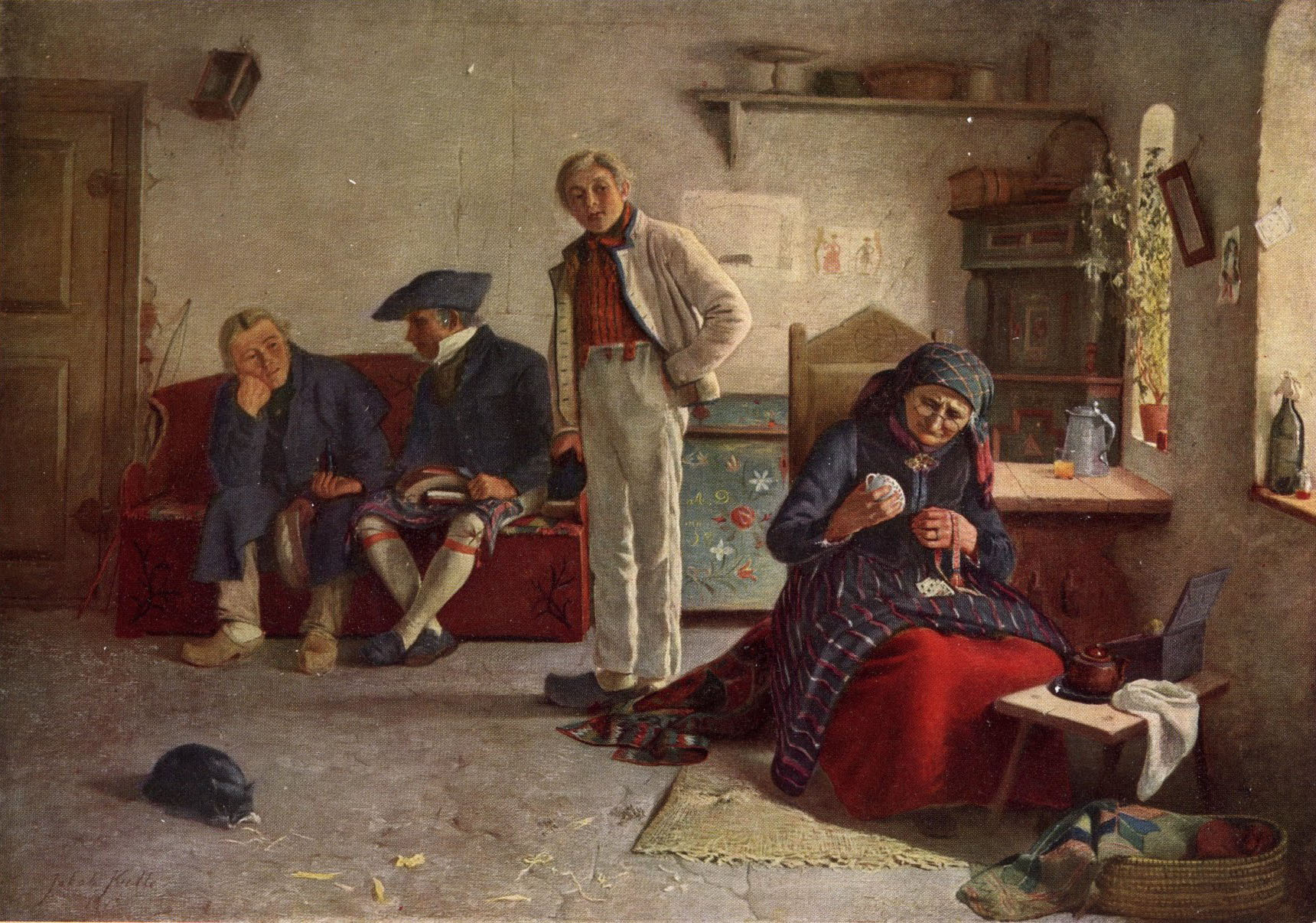
Hos kloka gumman. Oljemålning utförd av Jakob Kulle (1875).

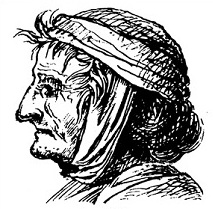
Kloka gumman Gertrud Ahlgren (1782–1874), tecknad av Pehr Arvid Säve 1870.

Klok gumma, klok gubbe, eller viskarl, även kallade de kloka eller botare, var en term för människor i det gamla by- och bondesamhället som anlitades för att bota sjukdomar genom ovetenskaplig folkmedicin. Denna sed fanns kvar till långt in på 1900-talet, tills läkare blev mer tillgängliga för allmänheten. Traditionella utövare av ovetenskaplig folkmedicin kallas med en modern folkloristisk term, även för botare.

## Historia
Motsvarande finns och har funnits sedan urminnes tider i alla delar av världen och då benämns de oftast, främst hos naturfolk eller mer enkla, traditionella typer av samhällen, som medicinmän/medicinkvinnor eller schamaner.
Människor i allmänhet hade förr i tiden ingen möjlighet att anlita utbildade läkare. I trakten kunde det däremot finnas en "klok" som anlitades vid sjukdom. Den kloka var oftast en kvinna, men kunde även vara en man och kallades då klok gubbe. Det var ofta äldre personer. De kloka använde ofta huskurer och var ett slags naturläkare. Ibland användes även trollramsor och vidskepelse. Ibland var det barnmorskans föregångare jordemodern som samtidigt var "den kloka". Den kloka ansågs också ofta vara trollkunnig. Det finns många exempel på välkända ”kloka” i historien som var kända långt utanför sin bys gränser, som till exempel Ingeborg i Mjärhult på 1700-talet och Kisamor och Göta-Lena på 1800-talet.
I studierna om 1800-talets svenska naturmedicinare kallad De kloka gavs flera förklaringar kring hur dessa hade förvärvat de kunskaper de sedan använde i sin verksamhet. Förutom uppgifter om att de fått ärva dem eller blivit upplärda i dem av föräldrar, släktingar eller kolleger som sökte en efterträdare, eller genom studier i läkarböcker, berättas ofta en sägenartad berättelse. Den dominerande sägenversionen handlar om hur hon eller han med eller utan avsikt kommit att smaka på en vitorm och därefter fått "kunskap". Sådana berättas om en rad "Kloka", som Sven i Bragnum, Stina i Karshult och Lisa i Finshult: även "Kloka" som hade en annan sägenförklaring, Anders i Alahagen som uppgavs fått kunskapen av sjöfrun, Kloka Anna som till sin dotter sade att hon fått sin botarkraft som 20-åring i en dröm, och Essungagumman som uppgavs blivit bergtagen, knöts även dem till vitormsägnen. Den enda som själv berättat en vitormsägen om sig själv är däremot Sparlösagumman.
Om man anlitade en klok gumma eller gubbe för att botas från sjukdom skulle man enligt svensk folktro inte tacka efteråt, för då omintetgjordes hela botarbetet.
Botare har troligen alltid funnits, men de första individuella exemplen börjar omnämnas i rättsfall tidigast under 1500-talet, och det är först under 1800-talet det finns en bredare beskrivning av enskilda botare. 

### Rättsskipning
Det finns en gammal uppfattning om att det var ”kloka gummor” som ofta föll offer för häxprocesserna på 1600-talet, men detta tycks inte vara sant. Däremot straffades de ofta under anklagelsepunkten ”vidskepelse”. Fram till 1608 års Appendix var trolldom straffbart endast om det hade använts för att begå mord, medan icke skadlig magi juridiskt definierades som vidskepelse och inte som häxeri. 
Genom 1608 års Appendix blev all trolldom formellt sett straffbar eftersom den utgick från bibelns ord. Detta stöddes av kyrkan, som definierade all form av magi som associerad med Djävulen och därför ond, även om den användes för goda ändamål. De lokala domstolarna dömde de åtalade efter lagens bokstav, vilket innebar att de som utövat trolldom ofta dömdes till döden: när domarna vidarebefordrades till hovrätten, blev de dock som regel mildrade från dödstraffen, som definierade all icke skadlig trolldom som "Vidskepelse" istället för trolldom.
De kloka, botare och naturläkare, erkände ofta att de hade utövat trolldom. Det var vanligt att de använde folkmagi i sin läkekonst, och trolldom som sådan ansågs vara en del av naturens krafter och uppfattades inte som nödvändigtvis associerat med Djävulen. Botare som blev åtalade utövade dock som regel icke skadlig magi, och uppfattades också så av både sig själva och av sin omgivning. De erkände som regel inte att deras trolldom kom från en förbindelse med Djävulen, vilket gjorde att deras trolldom enligt svensk lag därför klassificerades som vidskepelse och inte som häxeri. 
En vanlig åtalspunkt mot sådana naturläkare var "Eder och sabbatsbrott".
På 1670-talet dömdes den ”kloke gubben” Johan Eriksson i Knutby socken till sju gatlopp för ”vidskepelse” och på 1680-talet till nio. Per Ericsson i Dalarna som ”läste” sjukdomen i vin dömdes både 1720 och 1726. Brita Biörn på Gotland sade inför domstolen att hon lärt sig bota sjuka då hon tillbringade en tid i underjorden. Hon dömdes till fängelsestraff både 1722 och 1737.
Domar mot "kloka" verkade dock i allmänheten endast gynna deras verksamhet och sprida deras rykte. Ericsson uppgav att hans klienter blivit så många efter den första domen att han skulle bli tvungen att gömma sig för att undvika alla hjälpsökande för att kunna följa domstolens uppmaning att avsluta verksamheten och i Biörns fall klagade prästen efter den första domen på att ”nästan hela landet söka henne om hjälp, och lita till henne som till en Gud”. Domarna tycks bara ha varit god reklam, och Britas dotter och hennes sons dotters dotter blev också kloka gummor.
Under 1800-talet började yrkesgruppen mötas av allt mer kritik av den etablerade läkarkåren. Under ett läkarsammanträde 1857 beskrevs de: 
"Nästan i hvarje socken finnes någon klok gubbe eller gumma , som botar kreatur , menniskor och skaffar till rätta stulet gods . Deras åtgärd till menniskors botande är vanligen inskränkt att bota frossa med urin".
Under 1800-talet började botarna allt oftare åtalas för kvacksalveri. Deras popularitet ebbade ut allteftersom läkare blev mer tillgängliga, men de omtalas till långt in på 1900-talet.